# Zelotes fratris
Zelotes fratris är en spindelart som beskrevs av Chamberlin 1920. Zelotes fratris ingår i släktet Zelotes och familjen plattbuksspindlar. Inga underarter finns listade i Catalogue of Life.